# IC 1190
IC 1190 ist eine Balken-Spiralgalaxie vom Hubble-Typ SBb im Sternbild Herkules am Nordsternhimmel. Sie ist schätzungsweise 484 Millionen Lichtjahre von der Milchstraße entfernt und hat einen Durchmesser von etwa 260.000 Lichtjahren. Die Galaxie bildet wahrscheinlich mit PGC 57118 ein gebundenes Galaxienpaar und gilt als Mitglied des Herkules-Haufens Abell 2151.
Im selben Himmelsareal befinden sich u. a. die Galaxien NGC 6053, NGC 6055, NGC 6061, IC 1189.
Das Objekt wurde am 7. Juni 1888 vom US-amerikanischen Astronomen Lewis Swift entdeckt.